# 川滇猫乳
川滇猫乳（学名：Rhamnella forrestii）为鼠李科猫乳属下的一个种。

## 扩展阅读
- 維基物種上的相關：川滇猫乳